# Haemaphysalis laocayensis
Haemaphysalis laocayensis este o specie de căpușe din genul Haemaphysalis, familia Ixodidae, descrisă de Phan Trong în anul 1977. Conform Catalogue of Life specia Haemaphysalis laocayensis nu are subspecii cunoscute.